# Emily Sweeney
Emily Carolyn Sweeney (ur. 16 marca 1993 w Portland w stanie Maine) – amerykańska saneczkarka, czterokrotna złota medalistka mistrzostw Ameryki i Pacyfiku, dwukrotna medalistka mistrzostw świata juniorów w Park City, medalistka mistrzostw świata.

## Życie prywatne
Ma starszą siostrę Megan, która także uprawia saneczkarstwo.
Jest związana z włoskim saneczkarzem Dominikiem Fischnallerem.

## Kariera wojskowa
Od grudnia 2011 roku jest członkiem wchodzącej w skład Gwardii Narodowej Stanów Zjednoczonych formacji militarnej Army National Guard, do której wstąpiła pod wpływem swojego dziadka Jacka Sweeneya, będącego niegdyś żołnierzem amerykańskiej marynarki wojennej. Przeszła podstawowe szkolenie bojowe w położonej w stanie Missouri bazie szkoleniowej amerykańskich wojsk lądowych Fort Leonard Wood, a także skończyła z wyróżnieniem szkołę policji militarnej. Należy do wojskowej jednostki szkoleniowej dla sportowców World Class Athlete Program.

## Kariera sportowa
Saneczkarstwo zaczęła uprawiać w wieku 10 lat, gdy podziwiając swoją siostrę wzięła udział w organizowanej w stanie Rhode Island inicjatywie dla młodych talentów tej dyscypliny. Później dołączyła do amerykańskiego programu saneczkarskiego. W 2009 roku wzięła udział w mistrzostwach świata juniorów w Nagano, na których zajęła 7. miejsce w konkurencji jedynek, ponadto 6 grudnia tego roku zadebiutowała i zarazem zdobyła pierwsze punkty w Pucharze Świata zajmując jedynkowe 13. miejsce na rozgrywanych w Altenbergu zawodach sezonu 2009/2010.
W 2010 roku rozpoczęła starty w Pucharze Świata juniorów, a także pojawiła się na mistrzostwach świata juniorów w Innsbrucku, na których zajęła 5. miejsce w konkurencji jedynek. Rok później, na mistrzostwach Ameryki i Pacyfiku w Calgary zajęła 4. miejsce w konkurencji jedynek, z kolei na mistrzostwach świata juniorów w Oberhofie była ósma w jedynkach. W 2012 roku wystartowała w mistrzostwach świata juniorów w Königssee, z których przywiozła 5. miejsce w sztafecie i 6. w jedynkach. W 2013 roku osiągnęła największy w karierze sukces na tego typu wydarzeniu, zdobywając na mistrzostwach świata juniorów w Park City złoty medal w konkurencji jedynek i brązowy w konkurencji sztafetowej. W tym samym roku wzięła również udział w mistrzostwach Ameryki i Pacyfiku w Lake Placid, na których zajęła 5. miejsce w konkurencji jedynek, w mistrzostwach świata do lat 23 w Whistler, na których zajęła 11. miejsce w jedynkach oraz w mistrzostwach świata w Whistler, z których wróciła z jedynkowym 22. miejscem. W 2014 roku pojawiła się na mistrzostwach Ameryki i Pacyfiku w Lake Placid, na których zdobyła srebrny medal w konkurencji jedynek, rozdzielając na podium swoje rodaczki: Erin Hamlin i Summer Britcher.
W 2015 roku wystartowała w mistrzostwach Ameryki i Pacyfiku w Calgary, na których zajęła 5. miejsce w konkurencji jedynek oraz w mistrzostwach świata w Siguldzie, z których wróciła z 22. miejscem w jedynkach, ponadto 4 stycznia tego roku zaliczyła pierwsze podium w Pucharze Świata, kiedy to na rozgrywanych w Königssee zawodach sezonu 2014/2015 zajęła 2. miejsce w konkurencji sztafetowej. Jej sztafeta, w której startowała z Chrisem Mazdzerem, Matthew Mortensenem i Jaysonem Terdimanem rozdzieliła na podium ekipy z Niemiec i Kanady. Z kolei 5 grudnia tego roku po raz pierwszy stanęła na pucharowym podium w konkurencji jedynek, zajmując 2. miejsce na rozgrywanych w Lake Placid zawodach sezonu 2015/2016, na których uplasowała się pomiędzy swoimi rodaczkami: Erin Hamlin i Summer Britcher. W 2016 roku pojawiła się na mistrzostwach świata w Königssee, na których była czternasta w jedynkach oraz na mistrzostwach Ameryki i Pacyfiku w Park City, na których zdobyła srebrny medal w konkurencji jedynek, plasując się za Erin Hamlin i przed Kanadyjką Alex Gough. W 2017 roku, na mistrzostwach Ameryki i Pacyfiku w Calgary zajęła 4. miejsce w konkurencji jedynek, z kolei na mistrzostwach świata w Igls była czwarta w konkurencji sprintu i piętnasta w konkurencji jedynek. W tym samym roku, 26 listopada, odniosła pierwsze zwycięstwo w Pucharze Świata, pokonując w sprincie na rozgrywanych w Winterbergu zawodach sezonu 2017/2018 Summer Britcher i Niemkę Natalie Geisenberger.
W 2018 roku wzięła udział w igrzyskach olimpijskich w Pjongczangu, na których z powodu wypadku na dziewiątym zakręcie toru nie ukończyła konkurencji jedynek, a także w mistrzostwach Ameryki i Pacyfiku w Lake Placid, na których wywalczyła jedynkowy złoty medal, pokonując swoje rodaczki: Summer Britcher i Brittney Arndt. Rok później pojawiła się na mistrzostwach świata w Winterbergu, na których zajęła 4. miejsce w konkurencji sprintu i 6. w konkurencji sztafetowej, a także zdobyła brązowy medal w konkurencji jedynek plasując się za Niemkami: Natalie Geisenberger i Julią Taubitz.

## Osiągnięcia

### Igrzyska olimpijskie
| Rok  | Miejsce    | Jedynki | Sztafeta |
| ---- | ---------- | ------- | -------- |
| 2018 | Pjongczang | DNF     | –        |
| 2022 | Pekin      | 26.     | -        |

### Mistrzostwa świata
| Rok  | Miejsce    | Jedynki | Jedynki-sprint | Jedynki mieszane | Sztafeta |
| ---- | ---------- | ------- | -------------- | ---------------- | -------- |
| 2013 | Whistler   | 22.     | nie rozgrywano | nie rozgrywano   | –        |
| 2015 | Sigulda    | 22.     | nie rozgrywano | nie rozgrywano   | –        |
| 2016 | Königssee  | 14.     | –              | nie rozgrywano   | –        |
| 2017 | Igls       | 15.     | 4.             | nie rozgrywano   | –        |
| 2019 | Winterberg | 3.      | 4.             | nie rozgrywano   | 6.       |
| 2020 | Soczi      | -       | -              | nie rozgrywano   | -        |
| 2021 | Königssee  | 7.      | 24. (q)        | nie rozgrywano   | -        |
| 2023 | Oberhof    | -       | -              | nie rozgrywano   | -        |
| 2024 | Altenberg  | 20.     | 17. (q)        | nie rozgrywano   | -        |
| 2025 | Whistler   | 3.      | nie rozgrywano | 2.               | 4.       |

### Mistrzostwa Ameryki i Pacyfiku
| Rok  | Miejsce     | Jedynki | Dwójki         |
| ---- | ----------- | ------- | -------------- |
| 2012 | Calgary     | 4.      | nie rozgrywano |
| 2013 | Lake Placid | 5.      | nie rozgrywano |
| 2014 | Whistler    | -       | nie rozgrywano |
| 2015 | Lake Placid | 2.      | nie rozgrywano |
| 2016 | Calgary     | 5.      | nie rozgrywano |
| 2017 | Park City   | 2.      | nie rozgrywano |
| 2018 | Calgary     | 4.      | nie rozgrywano |
| 2019 | Lake Placid | 1.      | nie rozgrywano |
| 2020 | Whistler    | 1.      | nie rozgrywano |
| 2022 | Soczi       | -       | nie rozgrywano |
| 2023 | Park City   | 1.      | 2.             |
| 2024 | Whistler    | 1.      | -              |

### Mistrzostwa świata juniorów
| Rok  | Miejsce   | Jedynki | Sztafeta |
| ---- | --------- | ------- | -------- |
| 2009 | Nagano    | 7.      | –        |
| 2010 | Innsbruck | 5.      | –        |
| 2011 | Oberhof   | 8.      | –        |
| 2012 | Königssee | 6.      | 5.       |
| 2013 | Park City | 1.      | 3.       |

### Puchar Świata

#### Miejsca w klasyfikacji generalnej
| Sezon     | Jedynki | Dwójki      |
| --------- | ------- | ----------- |
| 2009/2010 | 35.     | nie dotyczy |
| 2010/2011 | 32.     | nie dotyczy |
| 2011/2012 | 26.     | nie dotyczy |
| 2012/2013 | 20.     | nie dotyczy |
| 2013/2014 | –       | nie dotyczy |
| 2014/2015 | 9.      | nie dotyczy |
| 2015/2016 | 8.      | nie dotyczy |
| 2016/2017 | 6.      | nie dotyczy |
| 2017/2018 | 11.     | nie dotyczy |
| 2018/2019 | 15.     | nie dotyczy |
| 2019/2020 | 12.     | nie dotyczy |
| 2020/2021 | 26.     | nie dotyczy |
| 2021/2022 | 19.     | nie dotyczy |
| 2022/2023 | 5.      | 9.          |
| 2023/2024 | 8.      | -           |
| 2024/2025 | 13.     | -           |

#### Miejsca na podium w zawodach Pucharu Świata – indywidualnie
Stan na koniec sezonu 2023/2024
| Lp. | Data       | Miejsce     | Konkurencja    | Lokata |
| --- | ---------- | ----------- | -------------- | ------ |
| 1.  | 05.12.2015 | Lake Placid | jedynki        | 2      |
| 2.  | 17.12.2016 | Park City   | jedynki        | 2      |
| 3.  | 17.12.2016 | Park City   | jedynki-sprint | 2      |
| 4.  | 26.11.2017 | Winterberg  | jedynki-sprint | 1      |
| 5.  | 01.12.2018 | Whistler    | jedynki        | 3      |
| 6.  | 30.11.2019 | Lake Placid | jedynki        | 2      |
| 7.  | 01.12.2019 | Lake Placid | jedynki-sprint | 3      |
| 8.  | 14.12.2019 | Whistler    | jedynki-sprint | 2      |
| 9.  | 03.12.2022 | Igls        | jedynki        | 2      |
| 10. | 04.12.2022 | Igls        | jedynki-sprint | 2      |
| 11. | 17.12.2022 | Park City   | jedynki        | 2      |
| 12. | 11.02.2023 | Winterberg  | jedynki        | 3      |
| 13. | 09.12.2023 | Lake Placid | jedynki-sprint | 3      |
| 14. | 25.02.2024 | Sigulda     | jedynki-sprint | 3      |

#### Miejsca na podium w zawodach Pucharu Świata – drużynowo
Stan na koniec sezonu 2023/2024
| Lp. | Data       | Miejsce      | Konkurencja | Lokata |
| --- | ---------- | ------------ | ----------- | ------ |
| 1.  | 04.01.2015 | Königssee    | sztafeta    | 2      |
| 2.  | 08.01.2023 | Sigulda      | sztafeta    | 3      |
| 3.  | 19.02.2023 | Sankt Moritz | sztafeta    | 2      |
| 4.  | 26.02.2023 | Winterberg   | sztafeta    | 3      |
| 5.  | 16.12.2023 | Whistler     | sztafeta    | 3      |
| 6.  | 04.02.2024 | Altenberg    | sztafeta    | 2      |